# Verzetsmonument (De Nieuwe Ooster)

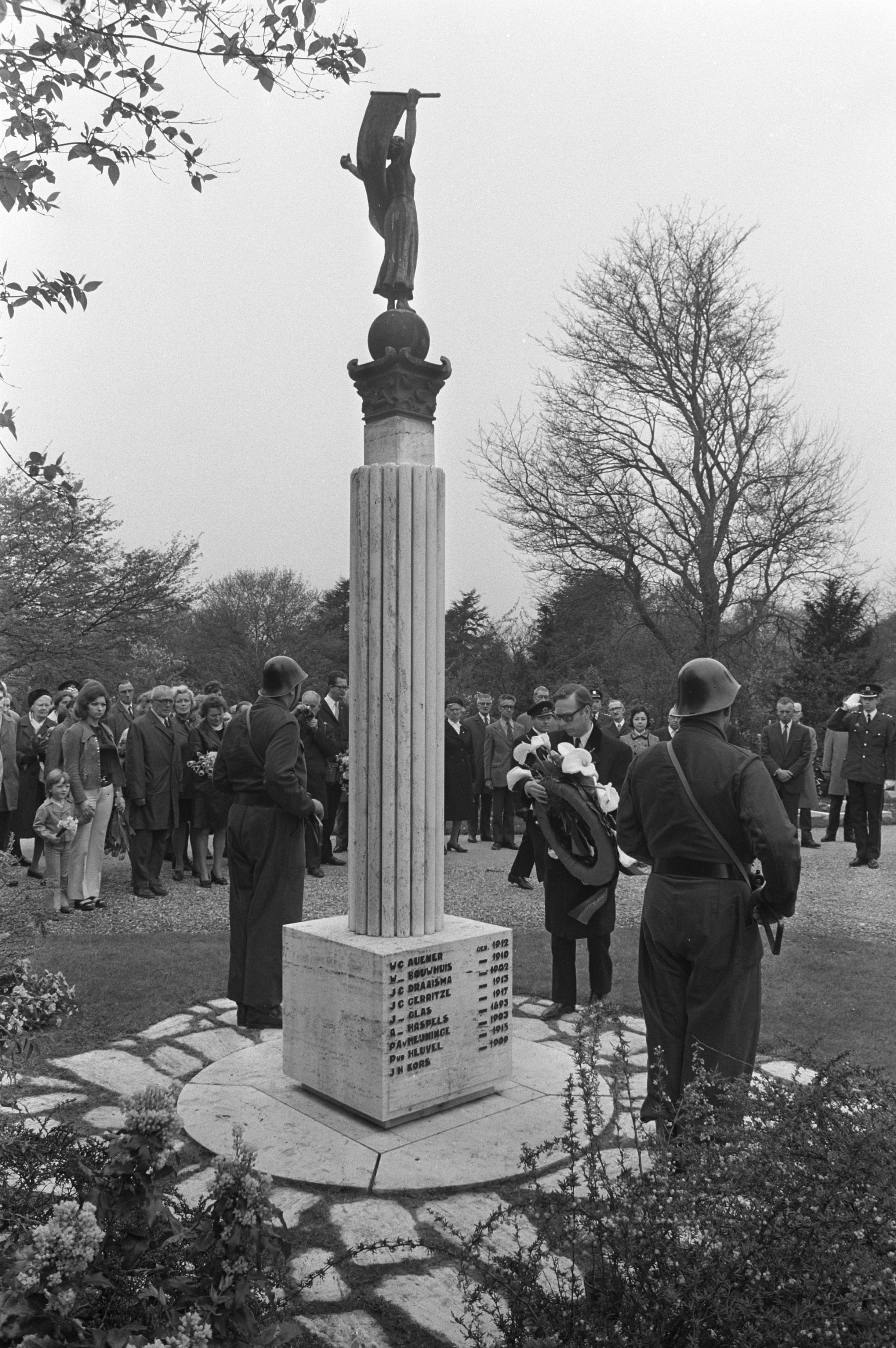
Een vlak zonder tekst (mei 1972)

Het Monument voor de verzetsstrijders is een monument staande op begraafplaats De Nieuwe Ooster in Amsterdam-Oost.

## Inleiding
Het monument herdenkt achttien verzetsstrijders, waaronder Willem Bouwhuis, gesneuveld/omgebracht tijdens de Tweede Wereldoorlog. Dertien van hen, meest gemeente- en bedrijfsarbeiders, werden gefusilleerd op Vliegbasis Soesterberg, als deel van een grotere groep; de "33 van Soesterberg" op 19 november 1942. 
De achttien werden na de oorlog op 20 oktober 1945 herbegraven op De Nieuwe Ooster en er ontstond toen het idee voor een gedenkteken. Er kwam een comité "Amsterdam eert zijn verzetspioniers", ondersteund door Communistische Partij van Nederland (CPN) en dagblad De Waarheid. De afdeling Amsterdam van de CPN was destijds de grootste fractie in die stad. Overheids- en fabriekarbeiders zamelden geld in, maar dat bleek onvoldoende om een beeld te financieren. Een bijdrage uit het Nationaal Steunfonds maakte het beeld alsnog mogelijk.  

## Beeld
Standsbeeldhouwer Hildo Krop maakte vervolgens een beeld dat uit drie delen bestaan. Op grondplaten rust in eerste instantie een sokkel in de vorm van een kubus. Van daaruit rijst een centrale zuil waaromheen achttien kleinere zuilen, waarop een vrouw met wapperende vlag staat; de zuil wordt afgesloten met een kapiteel met kleine beeldhouwwerken waaronder een van vredesduiven. Burgemeester Arnold d'Ailly kwam het beeld op 28 december 1947 onthullen, na een voettocht van het Waterlooplein naar de begraafplaats. De onthulling viel samen met het partijcongres van de CPN. Internationale vertegenwoordigers aan het congres namen deel aan de onthulling.

## Teksten
De vier vlakken van de sokkel vermelden op twee vlakken de namen van de slachtoffers. De overige twee vermelden de teksten.
De bedoelde achttien worden met naam genoemd op twee vlakken (negen om negen) op het voetstuk van het monument: Willem Carl Auener, Willem Bouhuis, Johan Christian Draaisma, Johannes Gerritse, Johannes Jacob Glas, Abraham Haspels, Pieter A. van Heijninge, Pieter Heuvel, Jacobus H. Kors, Wilhelm J. Kraan, Evert Ooijevaar, Thomas Prins, Cornelis G. Teesseling, Heiko Top, Karel Frederich Vastenhoud, Antoon Wolfswinkel, Bertus Wolfswinkel en Johan Frederik IJisberg.

Het derde en vierde vlak vermelden teksten:
Zij wezen ons de weg; wij zullen verder gaan; waar niemand slaaf wil zijn kan geen tyran ontstaan.
Voor achttien verzetsstrijders, waarvan er dertien werden gefusilleerd in Soesterberg op 19 november 1942.

## Nasleep
Het beeld zorgde vrijwel direct voor controverse. De Communistische Partij Nederland afdeling Amsterdam wilde bij de herdenking in 1949 bij dit monument stilstaan bij de strijd en slachtoffers in Nederlands-Indië/Indonesië, hetgeen bij anderen tegen de borst stuitte. Werd eerst nog een oplossing gevonden in een qua tijdstip gescheiden herdenking, al spoedig werd opdracht gegeven voor een nieuw monument: De Dokwerker van Mari Andriessen op het Jonas Daniël Meijerplein, dat niet alleen stilstond bij deze verzetsmensen maar de Februaristaking  in het algemeen, werd vanaf december 1952 de herdenkingsplaats.

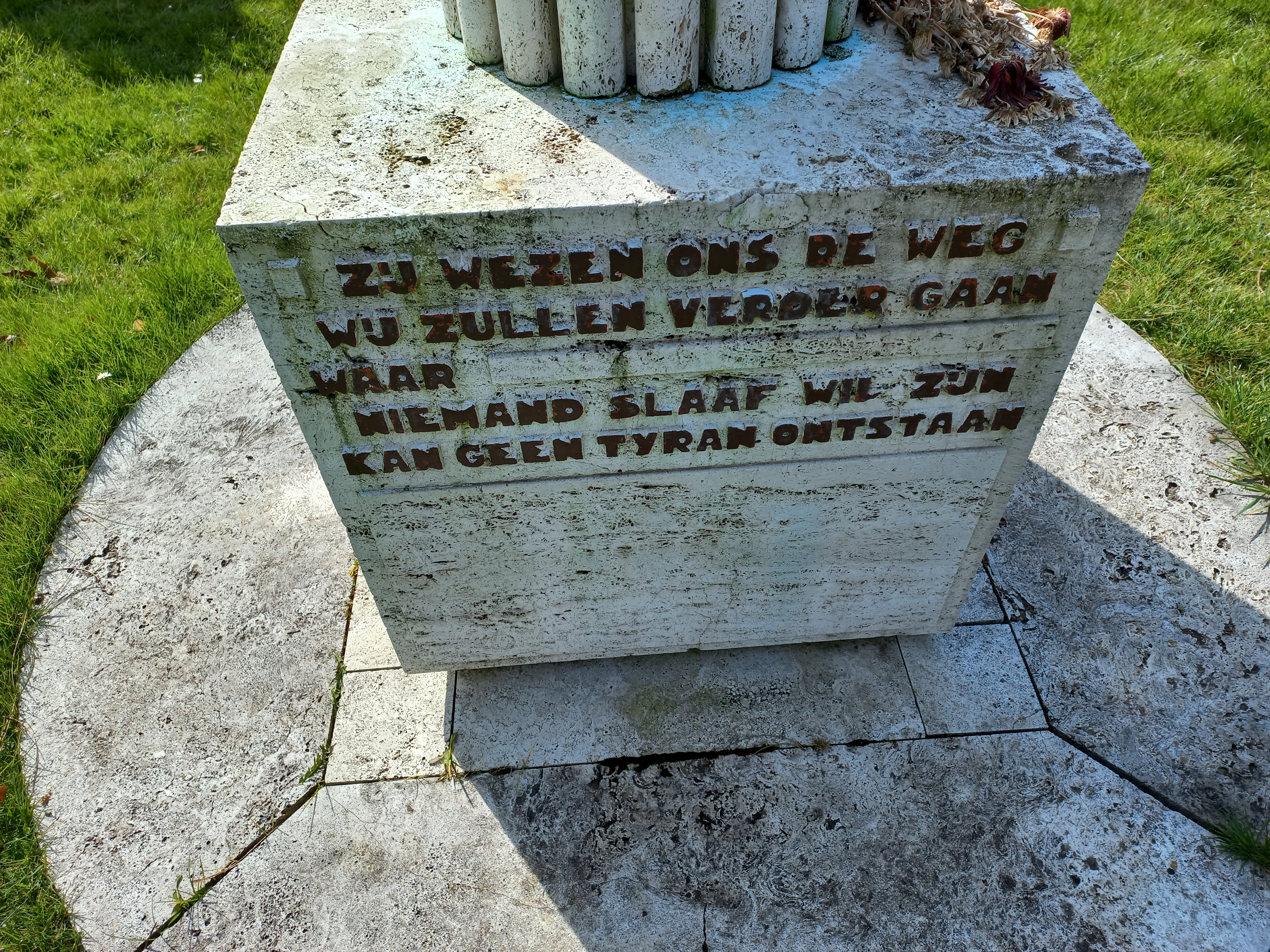
Een van de teksten (april 2022)